# عراقيون في الدنمارك
العراقيون في الدنمارك وهم العراقيين المهاجرين إلى الدنمارك والدنماركيين ذوي الأصول العراقية ويقدر عددهم بحوالي 30 ألف شخص يعيش أغلبهم في العاصمة كوبنهاغن وفي يوتلاند وأغلبهم من العرب كما يتواجد هناك كلدان وكرد وأرمن ومن الشخصيات العراقية المشهورة في الدنمارك هو المغني محمد علي.